# Beameromyia prairiensis
Beameromyia prairiensis är en tvåvingeart som beskrevs av Martin 1957. Beameromyia prairiensis ingår i släktet Beameromyia och familjen rovflugor.
Artens utbredningsområde är Kansas. Inga underarter finns listade i Catalogue of Life.